# 地松镇
地松镇，是中华人民共和国贵州省黔南布依族苗族自治州福泉市一个已撤销的乡级行政区，2014年1月7日，贵州省人民政府批复同意福泉市行政区划调整，撤销地松镇，将其所辖行政区域划归陆坪镇。